# 長谷川侑紀
長谷川 侑紀（はせがわ ゆき、1988年8月14日 - ）は日本のモデル、アートディレクター。神奈川県生まれ。

## 来歴
14歳の夏休みピチレモン夏祭りに行った帰り、原宿で遊んでいたところを同イベントに出演していた宮崎あおいのマネージャーにスカウトされる。数十社からスカウトを受けるも両親の反対で断るが、その日から2年間自宅に電話をして来たヒラタオフィスに16歳で所属。
イベントにはファンであった宮崎を見に来ていた。
2005年日本工学院のCMでデビュー。
私立に進学し芸能活動が出来ず学業優先を理由に一時離れる。パシフィコ横浜で開催された2006年度神奈川全私学展学校代表2名に模範学生として選ばれる。
手作りの服を着せてくれた母親の影響で幼少期からファッションに興味を持ち、大学で服飾を学ぶ。卒業後、大手アパレル企業に入社し一年で店長に就任。社内表彰の常連で名を連ねる敏腕販売員に成長。顧客に社長を多数抱え、商船三井元社長や神奈川県警会長などが足げなく通い、当時から一目置かれる目立つ存在であった。自ら退職を決め次のステージへ。向かった先はヨーロッパドイツにあるデュッセルドルフ。都会的なファッションストリートと古き良き町並みを残した日本人も多く住む国際都市で本格的に海外のデザインを掴む為、ホームステイをしながら独学でデザイン画を書き留めた。ホストファミリーと遊びに行った先ベルリンで、カメラマンからアジア人のプロダクションをすすめられ、ドイツ医療展示会MEDICAにモデルとして出演。その後もイメージモデルを務めた。帰国し受けた第33回ベストジーニストでグランプリを受賞。
現在は自身のブランド製作に向けた企画、デザインを行なっている。ファッションスタイリストとカラーアドバイザーの資格を持ち、ファッションアドバイザーとしても活躍。
芸能家系で父の姉2人は元女優とモデル。(日本コロンビア主催の全日本歌謡コンクール準グランプリ受賞 ※当時のグランプリは島倉千代子)
映画会社東映創立者大川博は親戚。

## 主な出演

### ヘアショー
- SPC JAPAN 2007
- JAPAN CUP 2007
- 湘南杯 2007
- UNITED DANKS HAIR SHOW６2007
- KBK 2008
- JAPAN CUP 2008
- SPC JAPAN 2008
- UNITED DANKS HAIR SHOW７2008
- HAIR RENAISSANCE FINAL 2009
- JAPAN CUP 2009
- JUST CUT 2009
- HAIR DEZAINE AWARD FINAL 2010
- BIGICUP 2011
- The 35th Fusako Yokota's Cup Bridal Contest 2017

### ヘアカタログ
- age picogram元町 HP&hotpepper 2009
- C-LOOP UNITED ViVid.BONECCA HP&hotpepper 2010

### スチール
- 日本工学院
- HELIO JAPAN
- Botanical labo
- Mediplus
- ハイアール

### イベント
- ドイツ 医療展示会 MEDICA 2014
- ドイツ 医療展示会 MEDICA 2015
- ハクビ 着物クイーンコンテスト 2016
- 原宿 GIRLS FESTA 2016 SS
- 東京 Boys Collection 2016 SS

TBS 赤坂BLITZ
- ミスブライダルモデルグランプリ

2016 関東大会 八芳園
- ミスブライダルモデルグランプリ 2016 全国大会 八芳園
- 湘南ガールコンテスト 2017

茅ヶ崎サザンビーチ
園
- エッグサミット2017 ベトナムハノイ

### MC
- ラピスタ新橋

### CF
- 久光製薬 エアーサロンパス
- NEC
- KARTE 心に残る結婚式を

### TV
- 東京カワイイTV
- エクササイズTV
- ディノス いいものサタデー
- 出没！アド街ック天国 上野篇

### WEB
- Nuovo 動画に恋しよう篇
- タウンニュース湘南 インタビュー/12月号
- タウンニュース湘南 人物風土記/12月号
- WASA-V WEBマガジン 第8回ゲスト
- ディノス いいものサタデー
- オーデリック RC918ライト
- Menicon Miru エースコンタクト
- 伊藤忠都市開発 CREVIA
- 積水ハウス ファミリースイート体験フェア 出産篇
- スーモ

### 雑誌
- 湘南フリーマガジン フジマニ(表紙)
- 月刊Audition2017/2月号インタビュー

### その他
- 渋谷クロスFM HAPPY STAGE 2017 7/26 ゲスト出演

### 賞
- ハクビ 着物クイーンコンテスト 2016 ファイナリスト
- 原宿 GIRLS FESTA 2016 SS TOP5
- 第33回 ベストジーニスト 2016 一般新人部門グランプリ
- ミスブライダルモデルグランプリ2016 全国大会 最優秀スチール賞
- 湘南ガールコンテスト2017 茅ヶ崎サザンビーチ ファイナリスト